# Masahiro Fukasawa
Masahiro Fukasawa (jap. 深澤 仁博, Fukazawa Masahiro; * 12. Juli 1977 in Numazu, Präfektur Shizuoka) ist ein ehemaliger japanischer Fußballspieler.

## Karriere
Die Karriere für Fukasawa begann 1996 bei den Yokohama F. Marinos. Noch im selben Jahr wurde er bis 1997 an River Plate ausgeliehen. Nach seiner Rückkehr kam er bei den Marinos auf 13 Einsätze, bei denen er drei Tore erzielte. Dennoch wurde er ab April 1999 ein weiteres Mal ausgeliehen. Diesmal nach Spanien zum Zweitligisten CD Teneriffa. Ab der Saison 2000 spielte Fukasawa wieder in Japan und hatte dort seinen persönlichen Durchbruch. Er spielte bis 2004 für Albirex Niigata und kam dabei auf 141 Einsätze. Niigata spielte damals in der zweiten Japanischen Liga und er hatte 2003 großen Anteil daran, dass der Verein in die erste Liga aufstieg. In der J.League kam Fukasawa nur selten zum Einsatz. So nahm er 2005 an einem öffentlichen Probetraining der Montreal Impact teil und erhielt einen Vertrag. Für den Kanadischen Verein aus der USL First Division, spielte er bis Ende 2006. Dabei gewann er mit dem Verein Voyageur Cup 2005 und 2006 und wurde in seinem ersten Jahr, vereinsintern zum Besten neuen Spieler gewählt. Anschließend ging er zurück nach Asien, wo er 2007 einen Vertrag in Thailand, bei dem damals amtierenden Meister FC Bangkok University unterschrieb. Mit dem Verein spielte er in der AFC Champions League. Er war der erste Japaner, welcher mit einer nicht aus Japan stammenden Mannschaft die Champions League bestritt. Doch auch er konnte nicht verhindern, dass die Gruppenphase nicht überstanden wurde. Nach nur einem Jahr in Thailand zog Fukasawa nach Singapur weiter. Dort steht er seit 2008 bei dem Rekordmeister FC Singapore Armed Forces unter Vertrag. In seiner ersten Saison hatte er großen Anteil daran, dass der Verein das Double aus Pokal und Meisterschaft gewinnen konnte. Ende 2008 wurde er deshalb mit dem Preis des wertvollsten Spielers des Vereins ausgezeichnet. 2010 kehrte er nach Thailand zu seinem früheren Verein Bangkok United FC zurück.

## Auszeichnungen und Erfolge

### Auszeichnungen als Spieler
- Spieler des Jahres der Singapore Armed Forces 2008

### Erfolge als Spieler

#### Albirex Niigata
- J. League Division 2: Meister und Aufsteiger 2003

#### Montreal Impact
- Voyageur Cup: Gewinner 2005, 2006

#### Singapore Armed Forces
- S-League: Meister 2008, 2009
- Singapore Cup Gewinner 2008